# 비에호 다리

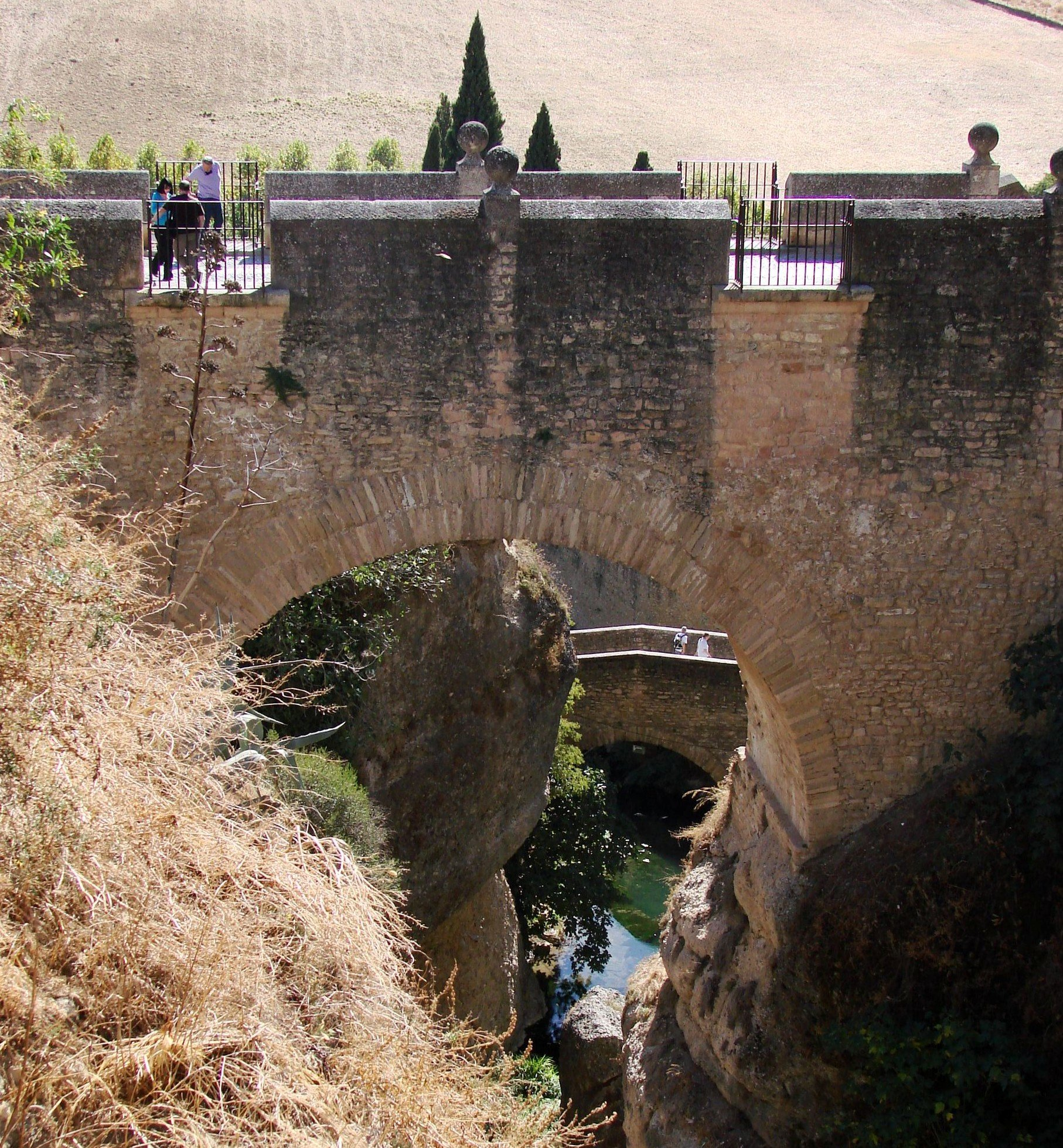
비에호 다리

비에호 다리(스페인어: Puente Viejo)는 스페인 론다에 있는 다리이다.

## 같이 보기
- 누에보 다리
- 론다 (스페인)